# 創價大學
創價大學（日语：／ Sōka daigaku）是一所位於日本東京都八王子市的私立大學。

## 歷史
- 1971年創建，開設經濟學部、法學部及文學部。創建者是池田大作。
- 1976年開設經營學部、教育學部。
- 1985年增建創價女子短期大學
- 1991年開設工學部
- 2004年開設法科大學院
- 2014年開設國際教育（養）學部

## 概況
創價大學由日本創價學會創辦，因此跟創價學會有非常深厚的淵源關係。雖然有一些學會會員就讀，但多數仍是一般學生。創價大學非常重視人格教育，期望每位學子均可在將來成為社會之棟樑。

### 主要職員
- 最高顧問：秋谷榮之助（創價學會會長）
- 常任顧問：長谷川重夫（創價學會副會長、創價學園理事長）
- 理事長：田代康則（創價學會副會長）
- 理事：池田博正（創價學會副理事長）
- 校長：若江正三（創價學會副會長、理科博士）

### 學生
據2006年4月1日的統計：
- 本科生 - 8045名
- 研究生 - 415名
- 女子短大生 - 694名
- 留學生 - 265名（來自47個國家地區）

### 校園
創價大學位於東京近郊八王子市。校園坐落於一個山丘上，佔地78萬多平方米。全校最高的建築物是「本部棟」，樓高80多米。於天氣晴朗時可從本部棟頂層望見富士山。校內的池田紀念講堂以創建人池田大作之姓氏命名。
除本部棟和池田紀念講堂外，校園內有游泳池、田徑場、棒球場、室內運動場、中央圖書館等設施。
校園內遍植櫻樹，春天時節師生都於校園內觀賞櫻花。

### 學部

#### 本科學部
- 經濟學部
- 經營學院（即商學院）
- 法學部
- 文學部現人間學部
- 教育學部
- 工學部（即工程學院）
- 創價女子短期大學

#### 研究院
- 經濟學研究院
- 法學研究院
- 文學研究院
- 工學研究院
- 法科大學院

## 國際交流
創價大學自創辦以來，非常積極地進行各種國際交流活動。

### 中華人民共和國
第二次世界大戰後，當中華人民共和國與日本於1972年建立邦交之年，便有6名中國學生入讀。現已有多所中國大學與創大互派學生進行交換留學：
（括號內為簽署互換協定日期） 
- 中國大陸
  - 北京大學（1979年9月5日）
  - 武漢大學（1985年4月1日）
  - 復旦大學（1985年4月17日）
  - 深圳大學（1993年11月4日）
  - 廈門大學（1994年11月25日）
  - 中山大學（1996年11月17日）
  - 吉林大學（1997年9月17日）
  - 上海大學（1998年4月6日）
  - 暨南大學（日期待補）
  - 安徽大學（日期待補）
  - 南開大學（日期待補）
  - 大连艺术学院（日期待補）[1]
- 香港
  - 香港中文大學（1975年3月11日）
  - 香港大學（1991年10月16日）
- 澳門
  - 澳門大學（1990年3月31日）

此外，創大於2006年在北京建立辦事處。

### 中華民國
- 中國文化大學（1995年7月8日）
- 國立台灣大學（1999年5月31日）
- 國立中山大學（2000年10月4日）
- 致理科技大學（2019年4月）
- 中華大學（2023年3月1日）

### 韓國
- 慶熙大學（日期待補）
- 濟州大學（1998年10月19日）
- 昌原大學（日期待補）
- 弘益大學（日期待補）
- 群山大學（日期待補）

### 英國
- 格拉斯哥大學

### 義大利
- 波隆那大學
- 都靈理工大學

### 俄國
- 莫斯科大學
- 遠東大學

### 西班牙
- 巴塞隆納大學

### 奧地利
- 克拉根福大學

### 法國
- 巴黎高級商業學校

### 保加利亞
- 聖索菲亞大學

### 烏克蘭
- 基輔經貿大學

### 交流歷史
除交換留學生之外，創大也時常邀請中國有關人士進行交流。早年創大曾邀請中華人民共和國前總理周恩來訪問。校園中有此次訪問所植的紀念樹---櫻樹，被稱為周櫻。
- 2006年4月27日前香港政務司司長陳方安生應邀演講

## 關連項目
- 創價學會

## 外部連結
- 創価大学 （页面存档备份，存于）簡體中文版 （页面存档备份，存于）